# SEVEN (新聞)
SEVEN（セブン）は朝日新聞社が発行していた週刊紙（タブロイド判）。

## 概要
2001年9月18日創刊。オールカラーでテーマごとのセクション折り仕様という試みと、図解を使ってニュースを解説するインフォメーショングラフィックスや、1週間分のニュースをダイジェストで見せる斬新な手法が話題になった。既存新聞販売店を使わずに、スターバックスやTSUTAYAの店舗、コンビニ、キヨスク等で販売。
J-WAVEのラジオ番組、「Jam the WORLD」と連動し、同番組内で最新号の内容が紹介されるなどしていた。
一部100円という格安の価格を補う広告収入が思うように伸びなかったことから、8号（2001年11月6日発行）で廃刊になったといわれている。